# Cph Deutschland
CPH Adhesives GmbH ist ein Chemieunternehmen mit Sitz in Essen.
Es ist ein Anbieter von Industrieklebstoffen. Die Kernproduktpalette des Unternehmens liegt in der Produktion von Etikettierklebstoffen für die Lebensmittelindustrie, die Verpackungsindustrie, Papier verarbeitende Industrie sowie die Zigarettenindustrie.
Die CPH produziert in Deutschland. Exportiert wird in über 40 Länder. Das Unternehmen wurde als erster deutscher Betrieb gemäß EG-Öko Audit (EMAS 1836/93) validiert. Inzwischen ist CPH auf die weltweit verbreitete DIN EN ISO 14001 gewechselt.

## Geschichte
1975 gründete Gerwin Schüttpelz die CPH Chemie Produktions- und Handelsgesellschaft als Händler von Industrieklebstoffen. 1977 startete die Produktion von Stärke- und Zelluloseklebstoffen. 1983 entwickelte das Unternehmen den ersten proteinbasierten Etikettierklebstoff. 1990 wurde CPH von der damals in Essen ansässigen Coca-Cola Deutschland gebeten, einen speziellen Etikettierklebstoff für PET-Flaschen zu entwickeln. 2023 wurde die Firma in cph Deutschland Chemie GmbH umbenannt. Seit April 2024 ist Marco Grüter neuer geschäftsführender Gesellschafter. Die Firma wurde in CPH Adhesives GmbH umbenannt.

## Produkte
- Etikettierklebstoffe für alle Anwendungsfelder, z. B. Glas- oder Kunststoffflaschen in der Getränkeindustrie, sowie alle anderen vorstellbaren Etikettieraufgaben z. B. in der Lebensmittelindustrie wie Konserven, Honig oder Gebinden in der chemischen Industrie wie Farben- und Lackeimer aus Blech oder Haushaltsreinigern in allen bekannten Kunststoffen. Spezialisiert auf kondenswasser- oder eiswasserbeständige Etikettierungen. Basis der Etikettierklebstoffe: Acrylate, Dextrine, Stärke, Hybride und Kaseine
- Alle Klebstoffe, die in der Zigarettenindustrie benötigt werden
- Hot-Melts (Schmelzklebstoffe) für zahlreiche Anwendungen wie z. B. Verpackung, Etikettierung usw.
- Hot-Melt (Schmelzklebstoff)-Reiniger

## Auszeichnungen
Die CPH wurde mehrfach für den Großen Mittelstandspreis der Oskar-Patzelt-Stiftung nominiert, gehörte 2007 zu den Finalisten und wurde 2009 als Preisträger ausgezeichnet. 2023 wurde die CPH mit dem zweiten Platz des Sustainability Impact Awards SIA ausgezeichnet.